# Фадеев, Владимир Иванович
Владимир Иванович Фадеев (20 мая 1949, село Заболотное, Московская область — 6 августа 2014) — советский и российский юрист, специалист по советскому государственному и российскому муниципальному праву; выпускник юридического факультета МГУ; доктор юридических наук (1994), профессор на кафедре конституционного и муниципального права Университета имени О. Е. Кутафина (МГЮА); Заслуженный работник высшей школы Российской Федерации (2011), почётный работник высшего профессионального образования РФ; член научно-методического совета при ЦИК РФ.

## Биография
Владимир Фадеев родился 20 мая 1949 года в селе Заболотное Московской области; стал выпускником юридического факультета Московского государственного университета имени М. В. Ломоносова и поступил в аспирантуру на кафедре государственного права (очную). В 1982 году он защитил кандидатскую диссертацию, выполненную под научным руководством профессора Степана Кравчука, по теме «Советский гражданин как субъект государственно-правовых отношений» — стал кандидатом юридических наук.
В 1979 году Фадеев начал работать во Всесоюзном юридическом заочном институте (ВЮЗИ; сегодня — Московская государственная юридическая академия, МГЮА): первоначально на кафедре советского строительства, а затем — на кафедре конституционного и муниципального права России. В период с 1980 по 1988 год, помимо преподавательской деятельности, занимался и административной работой: являлся заместителем декана факультета советского строительства ВЮЗИ (факультет специализировался на подготовке специалистов для работы в аппаратах советских органов). После распада СССР и объединения кафедры советского строительства с кафедрой государственного права, в 1991 году начал работать на единой кафедре государственного права МГЮА: он читал студентам академии лекционные курсы как по государственному, так и по муниципальному праву; кроме того, он вёл специальный курс по юридическим вопросам народного представительства.
В 1994 году, уже в России, Фадеев успешно защитил докторскую диссертацию по теме «Муниципальное право Российской Федерации: проблемы становления и развития» — стал доктором юридических наук. Являлся членом научно-методического совета, созданного при Центральной избирательной комиссии России, и входил в редакционную коллегию журнала ЦИК «О выборах». Сотрудничал с целым рядом государственных и общественных структур: тех, что затрагивали вопросы, связанных с организацией и функционирование органов местного самоуправления.
В период с 1995 по 1997 год состоял экспертом при российской делегации, принимавшей участие в Конгресса местных и региональных властей (в рамках Совета Европы). Кроме того, в 1994—1999 годах Фадеев возглавлял юридическую службу российского Союза малых городов. Он являлся членом рабочих групп, разрабатывавших проекты российского закона «Об общих принципах организации местного самоуправления в РФ» (принят в 1995 году) и московского закона «Об организации местного самоуправления в городе Москве» (принят в 2002). Входил в состав научно-методического совета, созданного при комитете по местному самоуправлению Совета Федерации; являлся членом общероссийской общественной организации «Муниципальная академия». Скончался 6 августа 2014 года.

## Работы
В советское время Владимир Фадеев занимался проблемами советского строительства, включая вопросы организации и деятельности Советов народных депутатов; в России он специализировался на вопросах российского муниципального и конституционного права: на организация и деятельность органов местного самоуправления, на проблемах народного представительства. Являлся соавтором постатейного комментария к Конституции РФ, изданного в 2003 году; входил в авторский коллектив, подготовивший учебное пособие «Основы государства и права», предназначенное для абитуриентов. Стремился показать необходимость многоаспектного анализа такого понятия как «местное самоуправление».
- «Представительные и исполнительные органы в системе местного самоуправления» (1994);
- «Гарантии местного самоуправления в Российской Федерации» (1994);
- «Территориальная организация местного самоуправления в Российской Федерации» (1996);
- «Муниципальная служба в Российской Федерации» (2000)
- Учебник «Муниципальное право Российской Федерации» (М., 1997, 2000).
- Учебник «Избирательное право и избирательный процесс в Российской Федерации» (1999, 2003).